# Tschuggen
De Tschuggen is een berg in de Berner Alpen bij het skigebied Wengen. De berg heeft een hoogte van 2521 m, en is onderdeel van een rij van drie bergen; de Tschuggen is hiervan de hoogste.
Aan de oostzijde bevinden zich twee stoeltjesliften.